# Liste des États souverains en 1910
- Haut – A
- B
- C
- D
- E
- F
- G
- H
- I
- J
- K
- L
- M
- N
- O
- P
- Q
- R
- S
- T
- U
- V
- W
- X
- Y
- Z

## A
- Union sud-africaine - Union sud-africaine (à partir du 31 mai)
- Empire allemand - Empire allemand
- Andorre - Principauté d'Andorre
- Argentine - République argentine
- Australie - Commonwealth d'Australie
- Autriche-Hongrie - Autriche-Hongrie

## B
- Belgique - Royaume de Belgique
- Bhoutan - Royaume du Bhoutan
- Bolivie - République de Bolivie
- Brésil - République des États-Unis du Brésil
- Bulgarie - Royaume de Bulgarie

## C
- Canada - Dominion du Canada
- Chili - République du Chili
- Chine - Dynastie Qing
- Colombie - République de Colombie
- Corée - Empire coréen
- Costa Rica - République du Costa Rica
- Etat crétois - Etat crétois
- Cuba - République de Cuba

## D
- Danemark - Royaume de Danemark
- République dominicaine - République dominicaine

## E
- El Salvador - République d'El Salvador
- Équateur - République de l'Équateur
- Espagne - Royaume d'Espagne
- États-Unis - États-Unis d'Amérique
- Empire d'Éthiopie - Empire éthiopien

## F
- France  - République française

## G
- Grèce - Royaume de Grèce
- Guatemala - République du Guatemala

## H
- Ha il - Émirat de Ha'il
- Haiti - République d'Haïti
- Honduras - République du Honduras

## I
- Italie – Royaume d'Italie

## J
- Empire du Japon - Empire du Japon

## L
- Liberia - République du Libéria
- Liechtenstein - Principauté de Liechtenstein
- Luxembourg - Grand-Duché de Luxembourg

## M
- Maroc – Sultanat du Maroc
- Mexico - États-Unis du Mexique
- Monaco - Principauté de Monaco
- Monténégro :
  -  Principauté du Monténégro (jusqu'au 28 août)
  -  Royaume du Monténégro (à partir du 28 août)

## N
- Émirat du Nedjd et du Hassa - Émirat du Nedjd et du Hassa
- Népal - Royaume du Népal
- Nicaragua - République du Nicaragua
- Norvège – Royaume de Norvège
- Nouvelle-Zélande – Dominion de Nouvelle-Zélande

## O
- Empire ottoman - Sublime État ottoman
- Ouaddaï - Royaume du Ouaddaï

## P
- Panama - République de Panama
- Paraguay - République du Paraguay
- Pays-Bas - Royaume des Pays-Bas
- Pérou - République du Pérou
- Perse - Empire perse
- Portugal :
  -  Royaume de Portugal (jusqu'au 5 octobre)
  -  République portugaise (à partir du 5 octobre)

## R
- Roumanie – Royaume de Roumanie
- Royaume-Uni de Grande-Bretagne et d'Irlande - Royaume-Uni de Grande-Bretagne et d'Irlande
- Empire russe Empire Russe

## S
- Saint-Marin - Sérénissime République de Saint-Marin
- Serbie – Royaume de Serbie
- Siam - Royaume de Siam
- Suède – Royaume de Suède
- Suisse - Confédération suisse

## T
- Royaume de Tavolara - Royaume de Tavolara
- Dominion de Terre-Neuve - Dominion de Terre-Neuve

## U
- Uruguay - République orientale de l'Uruguay

## V
- Venezuela - Venezuela